# Vangelo di Filippo
Il Vangelo di Filippo è un vangelo gnostico, probabilmente di scuola valentiniana, scritto in lingua copta nella seconda metà del II secolo, probabilmente da un originale in lingua greca perduto. L'attribuzione pseudoepigrafa è a Filippo apostolo. Contiene alcuni detti di Gesù, e fa particolare attenzione agli insegnamenti sui sacramenti, cui aggiunge quello della "camera nuziale".
Andato perduto con l'estinguersi dello gnosticismo, non menzionato dai Padri della Chiesa, nel 1945 ne è stato ritrovato un manoscritto di trentacinque pagine databile al IV secolo tra i codici di Nag Hammadi (codice II, trattato 3).
La sua importanza è legata al fatto che getta luce sui sacramenti di una corrente gnostica cristiana, in particolare su quello, peculiare, della camera nuziale. Il Vangelo di Filippo è particolarmente noto presso il pubblico in quanto citato dal romanziere Dan Brown nella sua popolare opera Il codice da Vinci (2003).

## Composizione
La versione in lingua copta conservatasi in unica copia tra i Codici di Nag Hammadi è la traduzione di una versione originale in lingua greca. La datazione di questo manoscritto originale di trentacinque pagine può essere desunta dal tipo di teologia presente. Il Vangelo di Filippo contiene infatti riferimenti agli insegnamenti del teologo gnostico Valentino, attivo a Roma tra il 138 e il 158, ma il carattere di questi insegnamenti pare far riferimento ad una qualche evoluzione del pensiero dei valentiniani. La datazione più diffusa tra gli studiosi è quella del II secolo, ma è stata anche proposta la seconda metà del III secolo.
Alcune considerazioni linguistiche fanno ricondurre la composizione del Vangelo di Filippo all'area Siriana, probabilmente ad Edessa.

## Contenuto

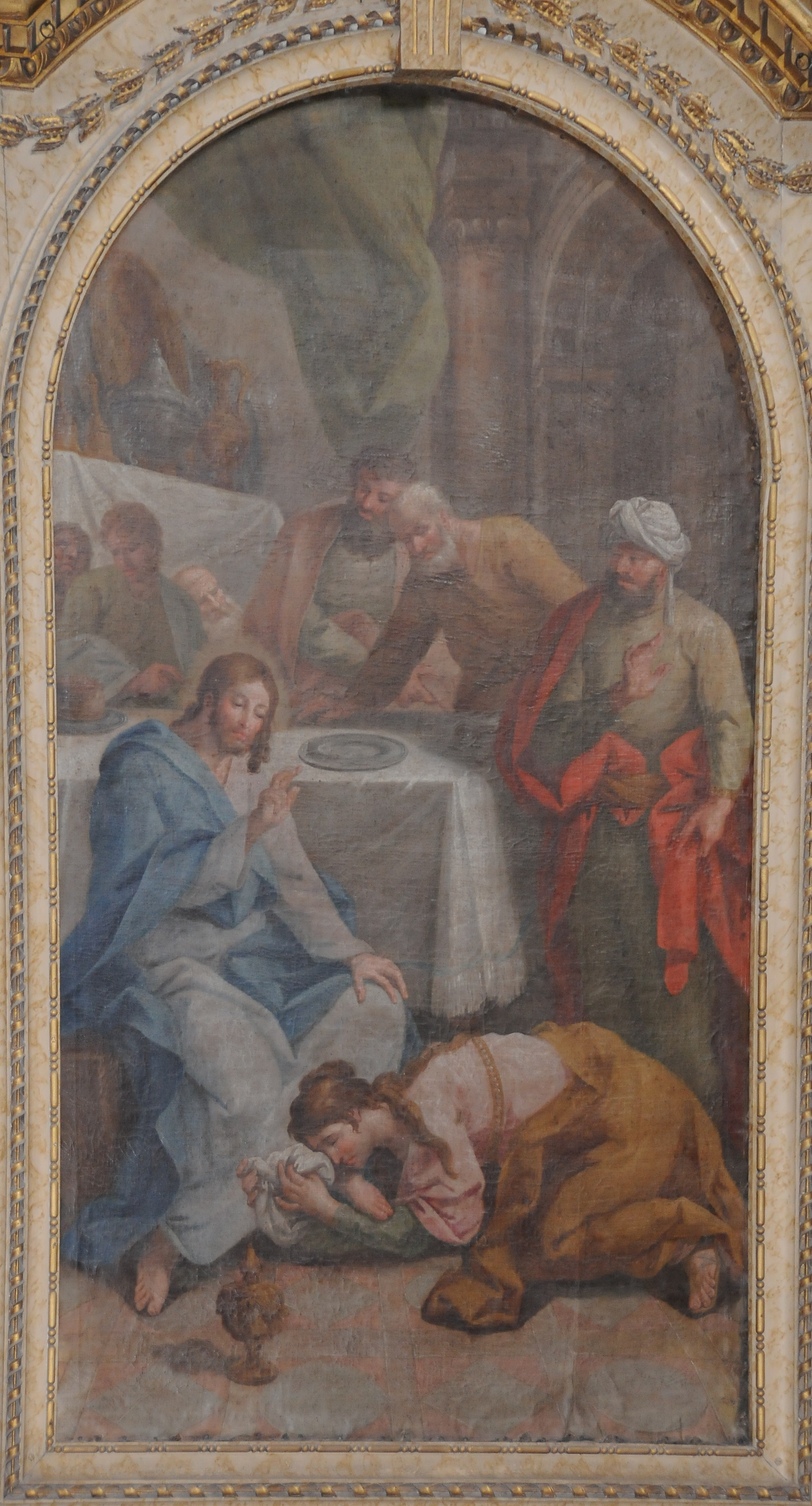
Maria Maddalena lava i piedi a Gesù

Il Vangelo di Filippo è una collezione di materiale estratto da numerose fonti, per lo più non identificate. Si tratta principalmente di lettere filosofiche, sermoni, trattati, detti o aforismi, dialoghi commentati, esegesi biblica, affermazioni dogmatiche. Solo alcuni brani sono identificabili certamente come di scuola valentiniana, alcuni forse scritti dallo stesso Valentino, e probabilmente non appartengono tutti alla stessa scuola. Alcuni brani fanno riferimento ad etimologie della lingua siriaca, probabilmente opera di un teologo valentiniano operante ad Edessa. Gli estratti sono presentati al di fuori del loro contesto, cosa che ne rende difficile la comprensione, e non seguono un'organizzazione evidente, ma si susseguono senza ordine, talvolta con salti notevoli, talvolta evidenziando un raggruppamento basato su di un concetto ricorrente, come quello di morte in 52,2-21. Una concezione di fondo è la distinzione tra conoscenza esoterica, riservata agli iniziati gnostici, chiamati "gentili", e la conoscenza essoterica, posseduta dai cristiani non iniziati, detti "ebrei", i quali sbagliano nel considerare alcune dottrine, come la nascita virginale e la risurrezione di Gesù come eventi storici invece di allegorie.
Il Vangelo di Filippo include 17 detti di Gesù, di cui nove sono citazioni o commenti di detti riportati dai vangeli canonici e otto sono invece agrapha. Sono riportati anche alcuni racconti sulla vita di Gesù: come sia apparso molto grande ai suoi apostoli durante un'apparizione su di una montagna, come avesse tre compagne di nome Maria, tra cui Maria Maddalena, che gode di un rapporto privilegiato, come Giuseppe avesse costruito la croce su cui poi Gesù fu crocifisso.
L'opera sembra avere la forma e la finalità delle catechesi "ortodosse" del II/IV secolo, con particolare enfasi sulla catechesi dei sacramenti. Fornisce una spiegazione del significato dei sacramenti iniziatici, interpreta i passi della Bibbia, fa uso di parabole e analogie.
I sacramenti menzionati nell'opera sono il battesimo, il crisma, l'eucaristia, il riscatto e la camera nuziale. Il battesimo è per immersione, rappresenta l'iniziazione ai misteri gnostici e conferisce l'immortalità, concessa anche mediante il crisma, l'unzione con olio, che ha tuttavia una importanza superiore al battesimo. L'eucaristia si celebra mediante l'assunzione di pane e vino e ha il compito di far assaporare all'iniziato l'unione con il divino: mediante l'eucaristia lo gnostico diventa capace di ricevere l'"uomo perfetto", prefigurare l'unione con la propria "immagine angelica" alla propria morte, ricevendo al contempo la vita eterna e la perfezione. Non sono forniti dettagli per il sacramento del "riscatto"  o della "redenzione"; potrebbe trattarsi dell'ultimo rito prima dell'ascesa ai cieli del fedele.
Enfasi particolare è data al sacramento della "camera nuziale", il più importante e l'unico peculiare dei valentiniani. Nel commento alla Genesi (2,21-23), si racconta che originariamente l'umanità era androgina; la separazione tra Eva e Adamo, con la conseguente differenziazione tra i sessi, è stata causa della decadenza umana, con l'ingresso della morte nel mondo. Lo scopo della venuta di Cristo è stato proprio la riunione tra maschio e femmina: così come marito e moglie si uniscono nella camera nuziale, allo stesso modo l'iniziato nella camera nuziale sacramentale (spirituale) riceve una anticipazione della sua unione con la sua controparte celeste.
Altri concetti esposti includono la necessità di ottenere la risurrezione spirituale prima della morte fisica, e il significato dei nomi di Gesù.

## Vangelo di Filippo e Codice da Vinci
Lo scrittore statunitense Dan Brown nel suo Il codice da Vinci (2003) cita, in parte, un passo del Vangelo di Filippo a sostegno della tesi centrale nella trama del romanzo relativa al presunto matrimonio tra Gesù e la Maddalena.
(Dan Brown, Il codice da Vinci, 2003, p. 288)
In realtà Dan Brown tralascia di riportare l'incipit del paragrafo:
(Vangelo di Filippo, 55)
La teologia gnostica prevede alcune divinità dette eoni, il cui numero varia a seconda delle varie religioni gnostiche (solitamente 9). Secondo gli gnostici due di questi eoni, Cristo e Sophia, corrispondenti rispettivamente al Figlio e allo Spirito Santo nella Trinità,  si sono incarnati rispettivamente in Gesù e in Maria Maddalena, perpetuando sulla terra il loro legame celeste. Il passo potrebbe dunque essere inteso nel senso letterale fornito dal romanzo, oppure come una allegoria di una precisa visione teologica. Inoltre, in questo stesso vangelo, il bacio sulla bocca è un segno rituale comune anche agli altri personaggi perché «il Logos viene da quel luogo, egli nutre dalla sua bocca e sarà perfetto. Il perfetto, infatti, concepisce e genera per mezzo di un bacio. È per questo che noi ci baciamo l'un l'altro. Noi siamo fecondi della grazia che è in ognuno di noi».